# Sister Fa
Sister Fa (de nom real Fatou Diatta, nascuda el 1982 a Dakar, Senegal) és una rapera senegalesa i activista contra la mutilació genital femenina (MGF).

## Trajectòria
Diatta va començar la seva carrera com a rapera l'any 2000, quan va fer el seva primer senzill de demostració. L'any següent, va actuar als Senegal Hip Hop Awards. El 2005, va llançar el seu primer àlbum, Hip Hop Yaw Law Fal. El 2008, va fer una gira pel Senegal per conscienciar sobre el problema de la mutilació genital femenina. El 2009, va llançar el seu àlbum debut internacional Sarabah: Tales From the Flipside of Paradise. El 2011, Sarabah, un documental sobre la gira de Diatta Education Sans Excision (francès per a l'educació sense tallar), es va estrenar al festival de drets humans Movies That Matter.
El 2025 el 3cat va dedicar un capítol del programa Dones en lluita a aquesta cantant, com activista contra la mutilació genital femenina al Senegal a través del hip-hop.

## Recepció
Sarabah: Tales From the Flipside of Paradise va rebre una crítica tèbia de Jon Lusk de la BBC, que va escriure que "massa part de l'àlbum consisteix en melodies força vulgars o irritantment cantarelles que recorden les cançons de pati d'escola (com Poum Poum Pa) o que semblen clarament dirigides al mercat dels tons de trucada". A The Daily Telegraph, Mark Hudson va donar a l'àlbum 3 de 5 estrelles i va escriure que Diatta "enfronta la seva audaç verbalització amb exquisides melodies tradicionals en aquest debut ben elaborat". Rick Anderson va revisar l'àlbum per a Allmusic, i va concloure que "És rar que un artista de hip-hop equilibri la lleugeresa, la serietat, el funk i el missatge amb tant èxit com aquest, sobretot la primera vegada."

## Vida personal
La Diatta va ser sotmesa a la mutilació genital quan era petita. Va conèixer Lucas May, un etòleg austríac, el 2005; es van casar en una setmana. El març de 2006, ella i el seu marit es van traslladar a Berlín.